# Ридж енд Вали
Ридж енд Вали (на английски: Ridge-and-Valley) е географска планинско-долинна област в източната част на Съединените американски щати, част от Апалачите.
Представлява ивица с дължина 1900 километра по цялото протежение на Апалачите, разположена между хребета Блу Ридж на югоизток и Апалачкото плато на северозапад. Областта се характеризира с множество редуващи се хребети и долини, най-голяма сред които е Голямата Апалачка долина в подножието на Блу Ридж.